# Alessandro Altobelli
Alessandro Altobelli (Latina (Lácio), 28 de novembro de 1955) é um ex-futebolista italiano.

## Carreira
Ele fez parte da seleção italiana campeã do mundo de 1982. Marcou um dos gols na final, na qual entrara no decorrer da partida, substituindo o lesionado Francesco Graziani, praticamente garantindo o tricampeonato azzurro. Curiosamente, o próprio Altobelli seria substituído: aos 44 minutos do segundo tempo, deu lugar a Franco Causio.
Altobelli esteve também na Copa do Mundo de 1986 no México. Mas neste mundial, ele estava na equipe titular, pois ele tinha a difícil tarefa de substituir Paolo Rossi, que, em recuperação de uma lesão no joelho, viajou sem muitas condições de jogo ao Mundial. Ele cumpriu bem sua tarefa, marcando 4 gols no torneio, embora a equipe tenha sido eliminada pela França nas oitavas-de-final.
Altobelli se despediu da Seleção Italiana após a Eurocopa de 1988 disputada na Alemanha, onde ajudou a equipe italiana a chegar às semifinais do torneio, onde foi eliminada pela União Soviética.
Encerrou a carreira em 1990, aos 35 anos de idade, pouco antes do início da Copa do Mundo de 1990 em seu país.
Participou na Copa do Mundo de Futebol de Areia, em 1995 e 1996, onde foi o melhor artilheiro/marcador de golos/gols.

## Títulos
Internazionale:
- Serie A: 1979-80
- Copa da Itália: 1977-78, 1981-82

Seleção Italiana:
- Copa do Mundo: 1982

Individuais
- Artilheiro da Taça dos Vencedores das Taças 1978-79: (7 gols)

- Artilheiro da Copa da Itália 1981-82: (9 gols)

- Artilheiro do campeonato mundial de futebol de praia 1995 (12 gols) , 1996 (14 gols)